# Harpalinae
 Harpalinae Bonelli, 1810 è una grande sottofamiglia di coleotteri carabidi, diffusa in tutto il mondo.

## Descrizione
Gli Harpalinae sono coleotteri di medie o piccole dimensioni, forma ovale e colore scuro, spesso metallico. Alcuni generi (Diachromus, Gynandromorphus, Stenolophus, Acupalpus) presentano decorazioni a colori contrastanti.
I caratteri che permettono di distinguerli dagli altri carabidi sono: le tibie anteriori con una incavatura all'apice, le elitre a curvatura regolare e gli occhi sormontati da una sola setola. Quest'ultima caratteristica permette di riconoscerli facilmente dai Pterostichinae, con cui possono venire confusi.
Rispetto ai Chlaeniini, con cui sono imparentati, gli Harpalinae hanno zampe posteriori più corte e capo più massiccio.

## Tassonomia
La sottofamiglia Harpalinae include i seguenti generi suddivisi in 4 tribù:
- Tribù Anisodactylini Lacordaire, 1854
  - Allendia Noonan, 1974
  - Allocinopus Broun, 1903
  - Amphasia Newman, 1836
  - Anisodactylus Dejean, 1829
  - Anisostichus Emden, 1953
  - Cenogmus Sloane, 1898
  - Chydaeus Chaudoir, 1854
  - Crasodactylus Guerin-Meneville, 1847
  - Criniventer van Emdem, 1953
  - Diachromus Erichson, 1837
  - Dicheirus Mannerheim, 1843
  - Gaioxenus Broun, 1910
  - Geopinus LeConte, 1848
  - Gnathaphanus W.S. MacLeay, 1825
  - Gynandromorphus Dejean, 1829
  - Haplaner Chaudoir, 1878
  - Harpalomimetes Schauberger, 1933
  - Hypharpax W.S. McLeay, 1825
  - Maoriharpalus Larochelle & Lariviere, 2005
  - Nornalupia Kataev, 2002
  - Notiobia Perty, 1830
  - Parabaris Broun, 1881
  - Phanagnathus Basilewsky, 1950
  - Progonochaetus J. Muller, 1938
  - Pseudanisotarsus Noonan, 1973
  - Pseudognathaphanus Schauberger, 1932
  - Pseudorhysopus Kataev et Wrase, 2001
  - Rhysopus Andrewes, 1929
  - Scybalicus Schaum, 1862
  - Triplosarus Bates, 1874
  - Tuiharpalus Larochelle & Lariviere, 2005
  - Xestonotus LeConte, 1853
- Tribù Harpalini Bonelli, 1810

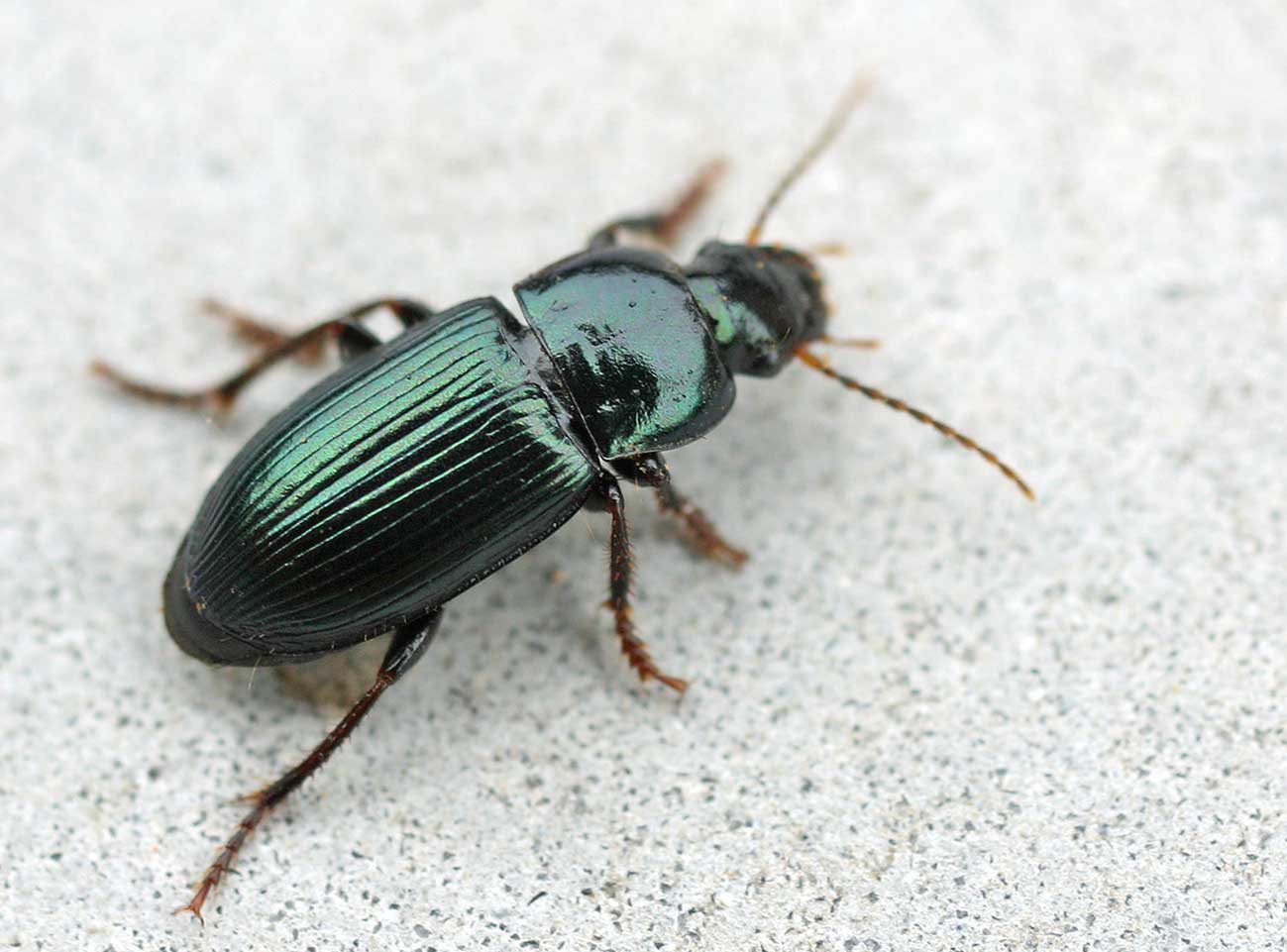
Harpalus affinis

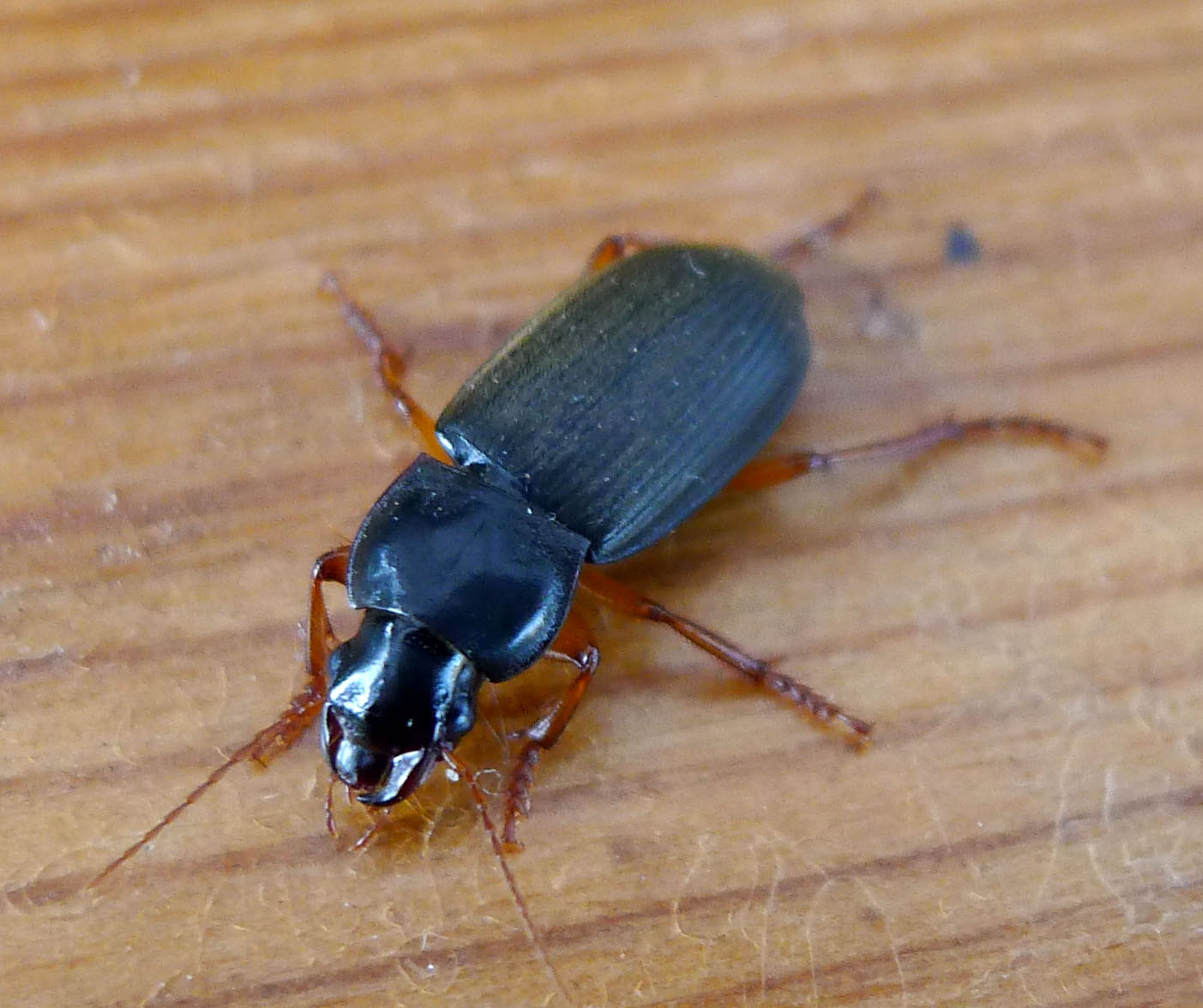
Harpalus rufipes

  - Sottotribù Amblystomina Fauvel, 1889
    - Amblystomus Erichson, 1837
    - Anomostomus Laferte-Senectere, 1853
    - Barysomus Dejean, 1829
    - Oosoma Nietner, 1857

  - Sottotribù Ditomina Bonelli, 1810
    - Bottchrus Jedlicka, 1935
    - Bronislavia Semenov, 1891
    - Carenochyrus Solsky, 1874
    - Carterus Dejean, 1830
    - Chilotomus Chaudoir, 1842
    - Ditomus Bonelli, 1810
    - Dixus Billberg, 1820
    - Eocarterus Stichel, 1923
    - Eucarterus Reitter, 1900
    - Graniger Motschulsky, 1864
    - Liochirus Tschitscherine, 1897
    - Machozetus Chaudoir, 1850
    - Meroctenus Gemminger et Harold, 1868
    - Odontocarus Solier, 1835
    - Oedesis Motschulsky, 1850
    - Orthogenium Chaudoir, 1835
    - Pachycarus Solier, 1835b: 666
    - Panagrius Andrewes, 1933
    - Penthus Chaudoir, 1843
    - Phobophorus Motschulsky, 1850
    - Phorticosomus Shaum, 1863
    - Proditomus Schauberger, 1934
    - Pseudaristus Reitter, 1900
    - Tschitscherinellus Csiki, 1906
    - Veradia Castelnau, 1867
    - Xenophonus Muller, 1942

  - Sottotribù Harpalina Bonelli, 1810
    - Acinopus Dejean, 1821
    - Afromizonus Basilewsky, 1947
    - Allosiopelus Ito, 1995
    - Amblygnathus Dejean, 1829
    - Anisocnemus Chaudoir, 1843
    - Anisostichus Emden, 1953
    - Athrostictus Bates, 1878
    - Axinotoma Dejean, 1829
    - Aztecarpalus Ball, 1970
    - Bleusea Bedel, 1897
    - Boeomimetes Peringuey, 1896
    - Bradybaenus Dejean, 1829
    - Coleolissus Bates, 1892
    - Cratacanthus Dejean, 1829
    - Cratognathus Dejean, 1829
    - Daptus Fischer von Waldheim, 1823
    - Dioryche W.S. MacLeay, 1825
    - Discoderus LeConte, 1853
    - Dregus Motscheisky, 1864
    - Ectinothorax Alluaud, 1941
    - Eriophonus Tschitscherine, 1901
    - Euryderus LeConte, 1846
    - Geodromus Dejean, 1829
    - Harpalinus Jeannel, 1946
    - Harpalobrachys Tschitscherine, 1899
    - Harpalodiodes Bousquet, 2002
    - Harpalomorphus Peringuey, 1896
    - Harpalus Latreille, 1802 (include Harpalobrachys)
    - Harpathaumas Basilewsky, 1947
    - Harponixus Basilewsky, 1950
    - Hartonymus Casey, 1914
    - Heteracantha Brulle, 1834
    - Hyphaereon W.S. MacLeay, 1825
    - Indiophonus N.Ito, 1996
    - Liodaptus Bates, 1889
    - Microderes Faldermann, 1836
    - Neoaulacoryssus Noonan, 1985
    - Neodiachipteryx Noonan, 1985
    - Neohyparpalus Clarke, 1981
    - Neophygas Noonan, 1976
    - Nesarpalus Bedel, 1897
    - Nipponoharpalus Habu, 1973
    - Nothodaptus Maindron, 1906
    - Oesyperus Andrewes, 1923
    - Omostropus Peringuey, 1896
    - Ooidius Chaudoir, 1847
    - Ophoniscus Bates, 1892
    - Ophonus Dejean, 1821
    - Oxycentrus Chaudoir, 1854
    - Pangus Dejean, 1821
    - Parasiopelus Basilewsky, 1950
    - Parophonus Ganglbauer, 1891
    - Paulianoscirtus Basilewsky, 1976
    - Penthophonus Reitter, 1900
    - Phyrometus Basilewsky, 1946
    - Piosoma LeConte, 1848
    - Platymetopsis Ball et Maddison, 1987
    - Platymetopus Dejean, 1829
    - Prakasha Andrewes, 1919
    - Pseudodiachipteryx Burgeon, 1936
    - Pseudohyparpalus Basilewsky, 1946
    - Pseudoselenophorus Peringuey, 1896
    - Selenophorus Dejean, 1831
    - Selenotichnus Kataev, 1999
    - Siopelus Murray, 1859
    - Stenolophidius Jeannel, 1948
    - Stenomorphus Dejean, 1831
    - Trichopselaphus Chaudoir, 1843
    - Trichotichnus A.Morawitz, 1863
    - Trichoxycentrus N. Ito, 2000
    - Typsiharpalus Tschitscherine, 1901
    - Xenodochus Andrewes, 1941
- Tribù Pelmatellini Bates, 1882
  - Hakaharpalus Larochelle & Lariviere, 2005
  - Kupeharpalus Larochelle & Lariviere, 2005
  - Lecanomerus Chaudoir, 1850
  - Nemaglossa Solier, 1849
  - Notospeophonus Moore, 1962
  - Pelmatellus Bates, 1882
  - Syllectus Bates, 1878
  - Trachysarus Reed, 1874
- Tribù Stenolophini Kirby, 1837
  - Acupalpus Latreille, 1829
  - Agonidus Casey, 1914
  - Amerinus Casey, 1884
  - Angionychus Klug, 1853
  - Anthracus Motschulsky, 1850
  - Batoscelis Dejean, 1836
  - Bradycellus Erichson, 1837
  - Bradycidus Casey, 1914
  - Cratosoma Jeannel, 1948
  - Cyptomicrus Vinson, 1939
  - Dicheirotrichus Jacqelin du Val, 1857 (include Trichocellus)
  - Egadyla Alluaud, 1916
  - Euthenarus Bates, 1874
  - Goniocellus Casey, 1914
  - Gugheorites Basilewsky, 1951
  - Haplanister Moore, 1996
  - Hemiaulax Bates, 1892
  - Hippoloetis Laporte, 1835
  - Idiomelas Tschitscherine, 1900
  - Kaffovatus Clarke, 1972
  - Kenyacus Alluaud, 1917
  - Kiwiharpalus Larochelle & Lariviere, 2005
  - Lioholus Tschitscherine, 1897
  - Loxoncus Schmidt-Gobel, 1846
  - Pachytrachelus Chaudoir, 1852
  - Paramecus Dejean, 1829
  - Paregaploa Muller, 1947
  - Pholeodytes Britton, 1962
  - Pogonodaptus Horn, 1881
  - Polpochila Solier, 1849
  - Psychristus Andrewes, 1930
  - Rhabidius Basilewsky, 1948
  - Stenolophus Dejean, 1821
  - Tropicoritus Alluaud, 1917
  - Uenanthracus Kasahara, 1994